# Selección de fútbol sub-18 de Eslovaquia
La selección de fútbol sub-18 de Eslovaquia es el equipo nacional de fútbol sub-18 de Eslovaquia controlado por la Asociación Eslovaca de Fútbol, y se considera un equipo de apoyo para el equipo sub-19 de Eslovaquia.

## Jugadores

### Última convocatoria
Los siguientes jugadores estuvieron en el equipo para los amistosos contra la República Checa el 6 y 9 de junio de 2023.
| No. | Pos. | Jugador                | Fecha de nacimiento (edad) | Apa. | Goles | Club                |
| --- | ---- | ---------------------- | -------------------------- | ---- | ----- | ------------------- |
|     |      | Jakub Badžgoň          | 19 años                    | 2    | 0     | Žilina              |
|     |      | Michal Lukáč           | 19 años                    | 1    | 0     | Podbrezová          |
|     |      |                        |                            |      |       |                     |
|     | DEF  | Adam Oravec            | 20 años                    | 5    | 0     | Žilina              |
|     | DEF  | Nikolas Brandis        | 19 años                    | 4    | 0     | Trenčín             |
|     | DEF  | Martin Rýzek           | 19 años                    | 4    | 0     | Spartak Trnava      |
|     | DEF  | Timotej Hranica        | 19 años                    | 2    | 0     | Žilina              |
|     | DEF  | Giuliano Antonio Marek | 19 años                    | 2    | 0     | Ružomberok          |
|     | DEF  | Tomáš Marušin          | 20 años                    | 1    | 0     | Slovan Bratislava   |
|     |      |                        |                            |      |       |                     |
|     | MED  | Dávid Petrik           | 19 años                    | 6    | 2     | Zemplín Michalovce  |
|     | MED  | Maximilián Marko       | 19 años                    | 5    | 0     | Slovan Bratislava   |
|     | MED  | Filip Mielke           | 19 años                    | 5    | 0     | Podbrezová          |
|     | MED  | Matej Šimun            | 20 años                    | 5    | 0     | Žilina              |
|     | MED  | Tadeáš Hájovský        | 19 años                    | 4    | 0     | Trenčín             |
|     | MED  | Matúš Holíček          | 20 años                    | 3    | 0     | Crewe Alexandra     |
|     | MED  | Marián Weber           | 19 años                    | 2    | 0     | Žilina              |
|     | MED  | Tobias Čulen           | 20 años                    | 0    | 0     | Trenčín             |
|     |      |                        |                            |      |       |                     |
|     | DEL  | Zoran Záhradník        | 19 años                    | 6    | 3     | DAC Dunajská Streda |
|     | DEL  | Andy Masaryk           | 19 años                    | 1    | 1     | Podbrezová          |
|     | DEL  | Vladimír Vaľko         | 20 años                    | 1    | 0     | Žilina              |
|     | DEL  | Sinisha Kubovic        | 19 años                    | 0    | 0     | SC Verl             |

## Personal
| Entrenador               | Milán Malatinský |
| Asistente del entrenador | Miroslav Guzá    |
| Entrenador de porteros   | Román Hodal      |
| Médico del equipo        | Tomaš Kovačić    |
| Masajista                | Juraj Ludík      |
| Líder técnico            | Jakub kojnok     |